# Marian Pease
Marian "May" Fry Pease (3 de abril de 1859 - 25 de septiembre de 1954) fue una maestra de escuela británica. Fue una de las primeras mujeres en asistir a la Universidad de Bristol, donde más tarde daría conferencias y se convertiría en doctora en letras. Ella y Hilda Cashmore fundaron el Bristol University Settlement (ahora Asentamiento de Barton Hill).

## Biografía
Pease nació en Westbury-on-Trym, hija de unos devotos cuáqueros, Thomas Pease (1816–1884) y Susanna Ann Fry (1829–1917); fue una de los quince hijos de su padre, ya que él tenía hijos de matrimonios anteriores. Uno de sus hermanos era Fabian Edward R. Pease (escritor británico y fundador de la Sociedad Fabiana). Su padre había sido peinador de lana y su madre provenía de la familia Fry, conocida por la fabricación de chocolate.
Cuando el University College de Bristol admitió a sus primeras alumnas en 1876, Pease fue una de las primeras tres mujeres (junto con Amy Bell y Emily Pakeman) en obtener una beca. Obtuvo excelentes calificaciones en todas las materias en 1880. Había recibido el apoyo de la Asociación Clifton para la Educación Superior de la Mujer. Pease fue a Cambridge, donde se formó para ser profesora en el Cambridge Training College for Women.
En 1892 regresó a su alma mater, donde dio conferencias apoyando a las mujeres que querían ser maestras de primaria. En 1911, ella y Hilda Cashmore fundaron el Asentamiento de la Universidad de Bristol. Pease estaba segura de que la enseñanza era fundamental y apoyó los ideales del movimiento settlement. El asentamiento contaba con unidades de bienestar para niños y una escuela así como la sede regional de la Asociación de Obras Educativas. Los estudiantes podían tomar un curso de dos años en trabajo social en el asentamiento que incluía a Pease entre sus profesoras. Hilda Cashmore fue la primera directora del asentamiento y permaneció allí hasta 1926.
La universidad la nombró doctora en letras en 1911 y ella se jubiló al año siguiente, aunque volvió ocasionalmente hasta 1928.
Pease murió en Street en 1954, segura de que volvería a ver a su madre. El asentamiento que ella había cofundado en 1911 todavía existía como Barton Hill Settlement en 2020 cuando se fusionó para convertirse en parte del Wellspring Settlement.